# 廣野高爾夫俱樂部

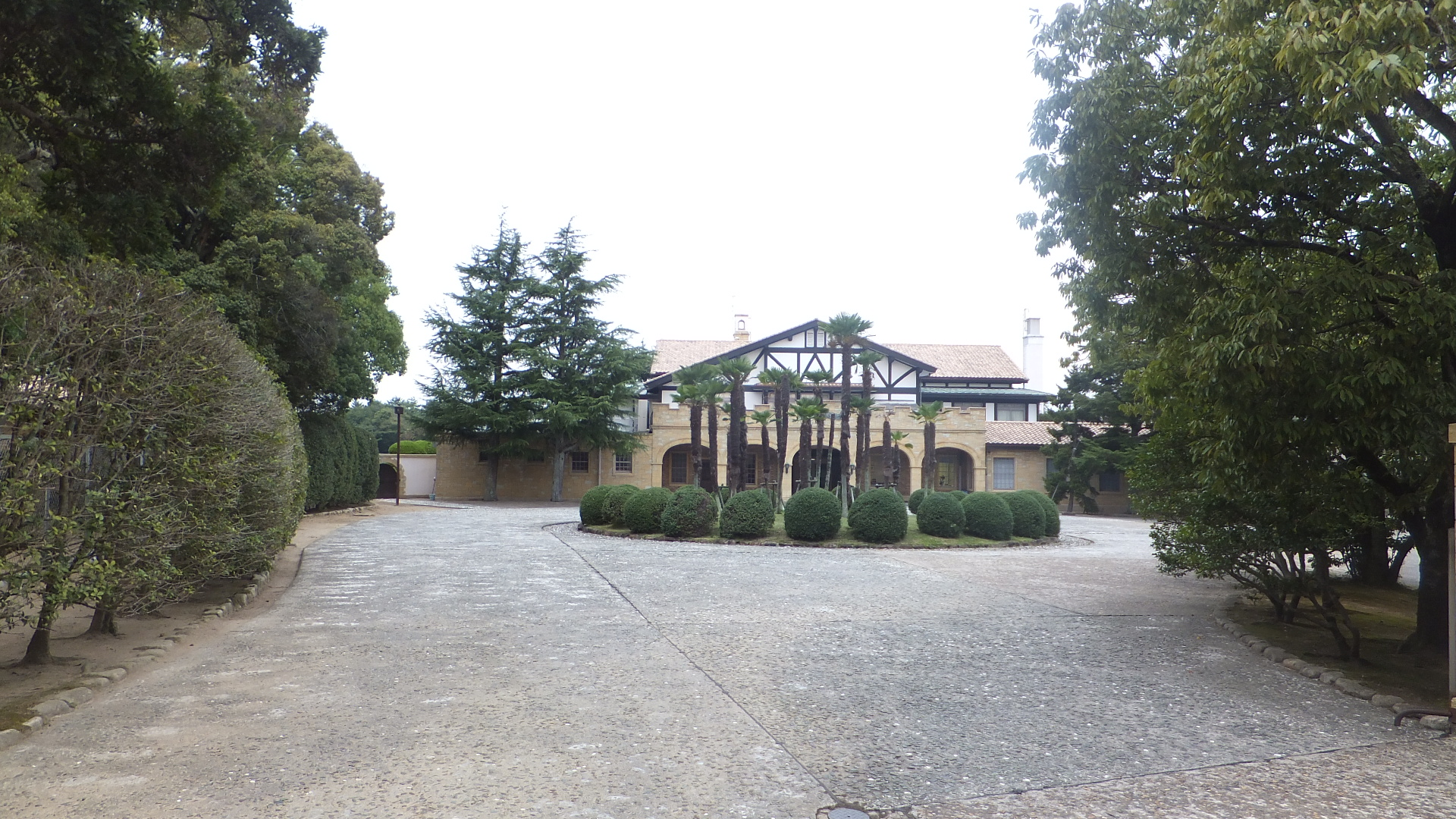

廣野高爾夫俱樂部，位於日本兵庫縣三木市，距離神戶大約15英里（24），1932年成立，由英國設計師查尔斯.艾利森設計，是一個總長6,925碼（由黑色發球台計），擁有18個洞的高爾夫球場，而俱樂部的大樓則由日本著名建築師渡邊節設計。廣野高爾夫俱樂部多年來都被公認為全日本最好的高爾夫球場。